# Friederike Moltmann

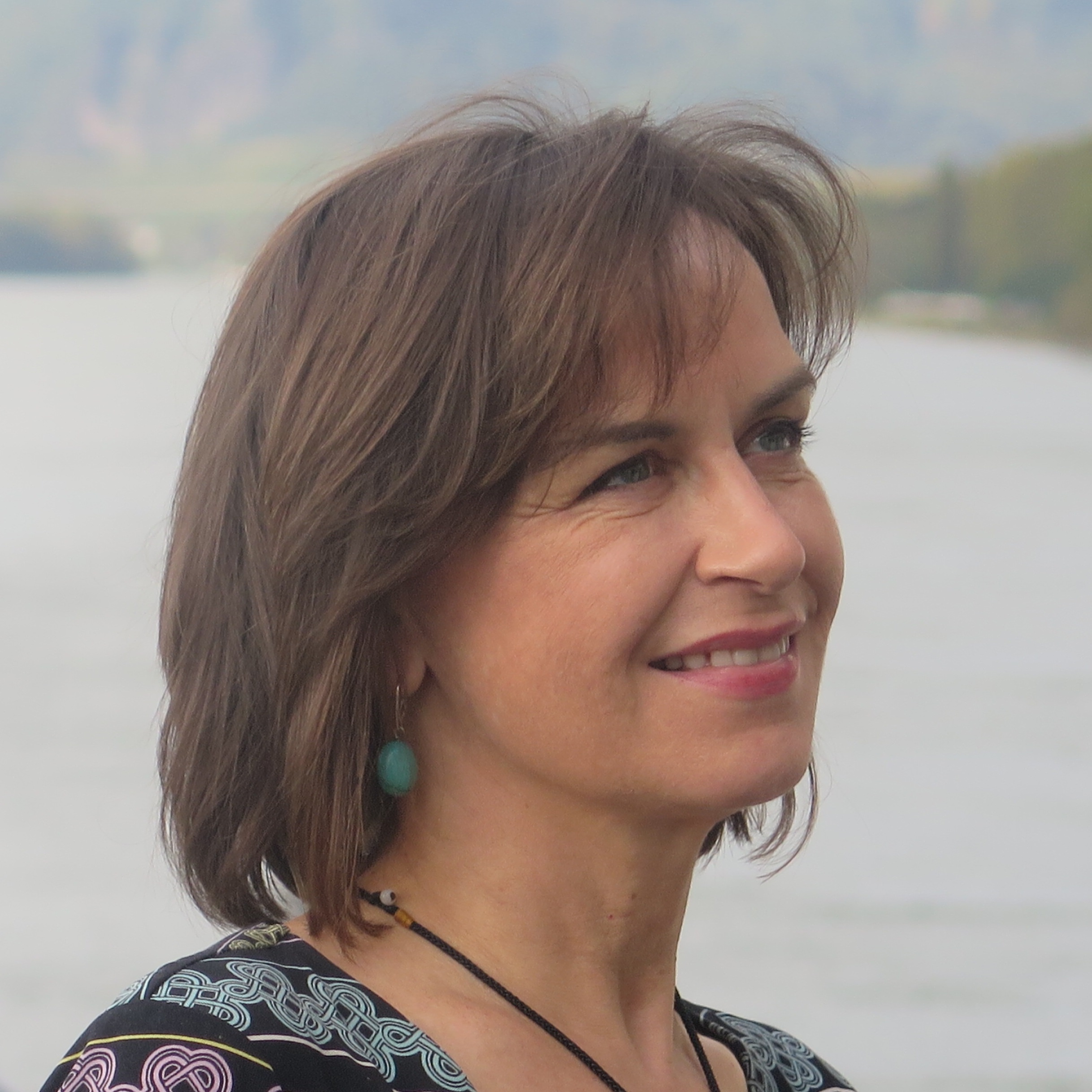
Friederike Moltmann

Friederike Moltmann ist eine Linguistin und Philosophin. Sie gilt als Pionierin der Forschung in der Schnittstelle von Philosophie und Linguistik, insbesondere der zwischen Metaphysik und Semantik der natürlichen Sprache, aber auch der Schnittstelle zur Philosophie des Geistes und der Mathematik. Sie ist eine wichtige Vertreterin der natürlichsprachlichen Ontologie (englisch natural language ontology). Gegenwärtig ist sie Forschungsdirektorin am Centre national de la recherche scientifique in Paris.

## Biographie
Moltmann studierte Linguistik, Philosophie und Mathematik in Berlin und München. Sie promovierte 1992 am Massachusetts Institute of Technology unter Noam Chomsky. Danach lehrte sie an verschiedenen Universitäten in den USA und in Großbritannien. 2006 wurde sie Forschungsdirektorin am CNRS. Seit 2013 ist sie Gastwissenschaftlerin an der New York University, 2016 war sie Gastprofessorin in Padua.
Moltmann ist Gründerin des jährlichen Kolloquiums „Semantics and Philosophy in Europe“ und Gründungsmitglied des „International Center for Formal Ontology“ in Warschau.

## Auszeichnungen
Im Jahr 2007 erhielt sie einen Chaire d’Excellence der Agence nationale de la recherche zum Thema „Ontological Structure and Semantic Structure“.

## Werk
Ihr Hauptforschungsgebiet liegt in der Verbindung von Linguistik und Ontologie, ebenso im Übergang von der Linguistik zur Philosophie des Geistes, der Sprache und der Mathematik. Ihre Forschung zur Ontologie der natürlichen Sprache umfasst die Semantik von Massennomen und Pluralformen und Teil-Ganzes-bezogenen Ausdrücken, die Semantik von Ereignissen und deren Teilstruktur, die Bezugnahme auf abstrakte Objekte und auf Tropen (partikularisierte Eigenschaften) in der natürlichen Sprache, die Semantik von Zahlwörtern und die Ontologie, die der Semantik von Einstellungsberichten und modalen Sätzen zugrunde liegt.
Ihre Forschung integriert Philosophie und Linguistik in neuartiger Weise, indem sie oft die Geschichte der Philosophie und ältere philosophische Auffassungen oder Begriffe wiederbelebt, die in der natürlichen Sprache reflektiert zu sein scheinen. So benutzte sie in Parts and Wholes In Semantics (Oxford UP 1997) den aristotelischen Begriff von Form und den gestalttheoretischen Begriff des integrierten Ganzen für die Semantik von Plural- und Massennomen und von teilbezogenen Ausdrücken. In Abstract Objects and the Semantics of Natural Language (Oxford UP 2013) kehrte sie zur aristotelisch-mittelalterlichen Kategorie der Trope (Modus) zurück und belebt den Unterschied zwischen Handlungen und Produkten von Kazimierz Twardowski wieder.
In anderen Forschungen verwendet sie Begriffe aus der zeitgenössischen Philosophie für die Semantik der natürlichen Sprache, wie Pluralreferenz, Simulation und Wahrmachen. Ihre Forschung beschäftigt sich außerdem mit wichtigen philosophischen Begriffen aus der Perspektive der natürlichen Sprache: Wahrheit, Existenz, deontische Modalität, nicht existierende Objekte, relative Wahrheit und Zitierung.
Wichtige Einflüsse: Noam Chomsky und Kit Fine.

## Bücher
- Abstract Objects and the Semantics of Natural Language. Oxford University Press, New York,  2013.
- Parts and Wholes in Semantics. Oxford University Press, New York, 1997. Paperback, 2003.
- Individuation und Lokalität. Studien zur Ereignis- und Nominalphrasensemantik. Fink Verlag, München 1992.

## Sammelbände
- Unity and Plurality. Logic, Philosophy, and Semantics. herausgegeben mit Massimiliano Carrara and Alexandra Arapinis, Oxford University Press, Oxford, 2016
- Act-Based Conceptions of Propositional Content. Historical and Contemporary Perspectives. Herausgegeben mit Mark Textor, Oxford University Press, New York, 2017.

## Enzyklopädie-Einträge
- 'Natural Language Ontology'. Oxford Research Encyclopedia of Linguistics. Oxford UP, New York, April 2017. online version
  - Abstract: This paper lays out natural language ontology as an emerging discipline, distinguishing it (as part of descriptive metaphysics) from foundational metaphysics